# Alcazarseguir
Alcazarseguir o Alcazarseguer (en árabe: القصر الصغير‎, en francés: Ksar Seghir) es un municipio del litoral atlántico, entre Tánger y Ceuta, en el margen derecho del río del mismo nombre, en la región histórica de Yebala, al noroeste de Marruecos. Administrativamente pertenece a la provincia de Fahs-Anyera de la región de Tánger-Tetuán-Alhucemas. Tiene una población de 10 995 habitantes según el censo de 2004.
La localidad se encuentra a pocos kilómetros del puerto Tánger Med, un puerto de gran calado que entró en funcionamiento en 2007. Se conservan diversos vestigios de la ocupación portuguesa.

## Historia
Localizada en el estrecho de Gibraltar, la población se remonta al siglo I d. C., durante el Imperio romano cuando era conocida como Lissa o Exilissa. Durante la ocupación musulmana del Magreb, fue conquistada por los árabes el año 708. Durante el Imperio almohade fue un importante puerto de embarque de tropas para la península ibérica. Más tarde, tras la caída del Sultanato benimerín, se convierte en un reducto de corsarios en el siglo XV.
Con la expansión ultramarina portuguesa, fue asaltada y conquistada por una flota de 220 embarcaciones, transportando un ejército de 25 000 hombres al mando de Afonso V, «el Africano», tras dos días de combate en octubre de 1458.
En 1549, el primer sultán de la dinastía saadí, Mohammed Ash-Sheik, toma la ciudad de Fez y reunifica Marruecos. Este sultán expulsa a los portugueses de la mayor parte de sus asentamientos en Marruecos y Alcazarseguir es abandonada por los portugueses, perdiendo importancia desde entonces.